# Đại hội Thể thao Trong nhà và Võ thuật châu Á 2021
Đại hội Thể thao Trong nhà và Võ thuật châu Á 2021, tên chính thức là Đại hội thể thao võ thuật và trong nhà châu Á lần thứ 6, tên gọi chính thức bằng tiếng Anh là Asian Indoor and Martial Arts Games 2021 và còn được gọi là Bangkok–Chonburi 2021, là một sự kiện thể thao đa môn sắp diễn ra tại châu Á với các môn thể thao thi đấu trong nhà và các môn võ thuật được tổ chức từ ngày 21 đến 30 tháng 11 năm 2024 tại Thái Lan, với thủ đô Bangkok và tỉnh Chonburi phía đông Thái Lan đóng vai trò đồng chủ nhà.
Ban đầu, đại hội dự kiến được diễn ra từ ngày 21 đến ngày 30 tháng 5 năm 2021 nhưng đã bị hoãn bốn lần. Đại hội đã bị lùi lại hai lần do đại dịch COVID-19, lần đầu tiên được dời lại từ ngày 10 đến ngày 20 tháng 3 năm 2022, sau đó là từ ngày 17 đến ngày 26 tháng 11 năm 2023. Đại hội lại bị hoãn lại một lần nữa do bất ổn chính trị trong nước sau cuộc tổng tuyển cử ở Thái Lan ; Đại hội sau đó được lên lịch từ ngày 24 tháng 2 đến ngày 6 tháng 3 năm 2024, nhưng lại được dời lại một lần nữa do diễn ra gần 5 tháng với Thế vận hội Mùa hè 2024 ở Paris.
Hội đồng Olympic châu Á (OCA) đã chính thức trao quyền đăng cai Đại hội cho Bangkok và tỉnh Chonburi vào tháng 4 năm 2020.
Đây sẽ là AIMAG đầu tiên (và là sự kiện thứ ba được OCA phê chuẩn sau Đại hội Thể thao Mùa đông châu Á 2011 ở Astana và Almaty, Kazakhstan và Đại hội thể thao châu Á 2018 ở Jakarta và Palembang, Indonesia ) được hai thành phố hoặc khu vực đồng đăng cai; Đây cũng sẽ là lần thứ ba Bangkok tổ chức sự kiện này sau khi tổ chức Đại hội thể thao trong nhà châu Á đầu tiên vào năm 2005 và là lần lặp lại duy nhất của Đại hội thể thao võ thuật châu Á vào năm 2009 (cả hai Đại hội cuối cùng đã được sáp nhập vào năm 2013). Đại hội lần này sẽ đánh dấu sự ra mắt của các môn cầu lông, bóng chày5, đạp xe BMX, nhảy cổ động, bóng sàn, chèo thuyền trong nhà, bóng lưới, bắn súng và bóng chuyền, đồng thời sẽ chứng kiến số lượng môn thể thao cao kỷ lục trong lịch sử Đại hội, với tổng số 30 môn thể thao. .

## Quá trình đấu thầu
Vào ngày 28 tháng 11, Chủ tịch Ủy ban Olympic quốc gia Thái Lan (NOCT) Yuthasak Sasiprapha ban đầu bày tỏ khả năng đăng cai Đại hội thể thao võ thuật và trong nhà châu Á của Thái Lan vào năm 2021 với Tổng Giám đốc OCA Husain AHZ Al-Musallam trong Đại hội đồng ANOC 2015 tại Hoa Kỳ. Vào ngày 17 tháng 10 năm 2017, Chủ tịch OCA Ahmed Al-Fahad Al-Ahmed Al-Sabah đã gặp các quan chức chính phủ Thái Lan để đề nghị Thái Lan đăng cai Đại hội Thể thao Trong nhà và Võ thuật Châu Á vào năm 2021. Trong khi đó, Phó Thủ tướng Thanasak Patimaprakorn cũng quan tâm đến lời đề nghị này và cân nhắc về việc Pattaya đăng cai tổ chức này. nhưng Chủ tịch Liên đoàn Hiệp hội Thể thao Quốc gia (FONSA) Intarat Yodbangtoey gợi ý rằng chính phủ Thái Lan nên thương lượng với OCA để đăng cai Đại hội thể thao châu Á 2030 nếu Thái Lan nhận được quyền đăng cai AIMAG 2021.
Trong Đại hội đồng OCA 2019 ở Bangkok, Thái Lan đã bày tỏ sự quan tâm đấu thầu bốn sự kiện thể thao lớn từ năm 2021 đến năm 2030, đó là Đại hội thể thao võ thuật và trong nhà châu Á 2021, Đại hội thể thao trẻ châu Á năm 2025, Thế vận hội trẻ mùa hè năm 2026 và Đại hội thể thao châu Á 2030 . OCA đã chọn Bangkok và Chonburi vào ngày 27 tháng 4 năm 2020 trong một cuộc họp trực tuyến và hợp đồng với thành phố đăng cai được ký kết cùng ngày hôm đó.

## Chuẩn bị
Nghị quyết nội các được ban hành vào ngày 17 tháng 3 năm 2020. Nó báo cáo các cuộc đàm phán với Hội đồng Olympic châu Á và phân bổ ngân sách cho Đại hội. Hội đồng Olympic châu Á đã giảm chi phí tiếp thị từ ~2 triệu USD xuống còn ~500 nghìn USD. Nó đã phân phối quyền phát sóng cho hai phần, một phần là quyền phát sóng địa phương cho nước chủ nhà và phần còn lại là quyền phát sóng quốc tế do Ban tổ chức chia sẻ với 50%. Nó cũng cho phép Bangkok và tỉnh Chonburi đăng cai Đại hội với tư cách là thành phố đồng đăng cai.
Phân bổ ngân sách cho Thế vận hội được báo cáo là 1,4855 tỷ Yên (~48 triệu USD), bao gồm 50 triệu Yên (~1,6 triệu USD) từ quyền phát sóng, 100 triệu Yên (~3,2 triệu USD) từ đại lý tiếp thị, 87,5 triệu Yên (~2,8 triệu USD) từ phí đăng ký, 2,5 triệu Yên (~80 nghìn USD) từ doanh thu của Thế vận hội và 1,2455 tỷ Yên (~40 triệu USD) từ chính phủ. Nó cũng đề nghị Ban tổ chức cung cấp thêm ngân sách cho công tác quản lý phòng chống bệnh vi-rút Corona 2019 của Bộ Du lịch và Thể thao và Bộ Y tế Công cộng .
Vào ngày 20 tháng 5 năm 2020, Hội đồng Olympic châu Á thông báo Dato Seri Chaipak Siriwat được bổ nhiệm làm phó chủ tịch Hội đồng Olympic châu Á từ đại diện nước chủ nhà để hợp tác chặt chẽ với Hội đồng Olympic châu Á trong việc tổ chức thành công Đại hội thể thao Trong nhà và Võ thuật châu Á. Ủy ban điều phối OCA, ủy ban thường trực không phụ thuộc vào bất kỳ Đại hội nào, sẽ chịu trách nhiệm điều hành 5 Đại hội khác nhau do Hội đồng Olympic châu Á tổ chức. Nó được lãnh đạo bởi Randhir Singh được bầu cho nhiệm kỳ 2019 đến 2023, trong Đại hội đồng OCA lần thứ 38 tổ chức tại Bangkok. Thành phần đầy đủ của Ban điều phối như sau:
| Thành viên Ban điều hành (5)                                                               | Các thành viên khác (10) |
| ------------------------------------------------------------------------------------------ | --- |
| - Randhir Singh - Wei Jizhong - Husain Al-Musallam - Taha Al Kishry - Moon Dae-sung        | \| - Zhang Jilong - Vinod Kumar Tiwari - Nasrollah Sadjadi - Yuko Arakida - Haider AHE Farman \| - Mohammad Tayyab Ikram - Mani Jegathesan - Abdulla Yousef Al-Mulla - Dahlan Juman Ahmad - James Tomkins (Chủ tịch châu Đại Dương) \| |
| - Zhang Jilong - Vinod Kumar Tiwari - Nasrollah Sadjadi - Yuko Arakida - Haider AHE Farman | - Mohammad Tayyab Ikram - Mani Jegathesan - Abdulla Yousef Al-Mulla - Dahlan Juman Ahmad - James Tomkins (Chủ tịch châu Đại Dương) |

Hội nghị chuẩn bị Đại hội Thể thao Trong nhà và Võ thuật châu Á lần thứ 6 được tổ chức vào ngày 15/6/2020. Chaipak Siriwat, Phó Chủ tịch Hội đồng Olympic châu Á, thông tin chính thức về chương trình thi đấu đã được Hội đồng Olympic châu Á xác nhận. Đã có xác nhận rằng Đại hội sẽ được tổ chức từ ngày 21 đến ngày 30 tháng 5, bao gồm việc xem xét các nội dung của 29 môn thể thao và hai môn thể thao trình diễn do Ban tổ chức đề xuất. 14 khu liên hợp thể thao cũng đã được xác nhận, bao gồm 8 ở Bangkok và 6 ở Chonburi.
Cuộc họp đề xuất thành lập Ủy ban Y tế Công cộng được Bộ Y tế và Bộ Y tế khuyến khích. Nó khuyến nghị các biện pháp phòng ngừa bệnh vi-rút Corona 2019 theo hai cách tùy thuộc vào việc đại dịch đã kết thúc hay chưa. Một là cho phép các vận động viên và quan chức cách ly trong mười bốn ngày, trước khi bức màn Thế vận hội kéo lên.

### Địa điểm
Băng Cốc và vùng lân cận
Năm môn thể thao sẽ được tổ chức tại Khu liên hợp thể thao SAT, một trong những địa điểm chính của Đại hội thể thao châu Á 1966, 1970, 1978 và 1998, Đại hội thể thao trong nhà châu Á 2005, Đại hội thể thao mùa hè 2007 và Đại hội thể thao võ thuật châu Á 2009. .
- Đấu trường thể thao mạo hiểm – Xe đạp BMX, môn thể thao lăn
- Sân vận động trong nhà Huamark – futsal (vòng bảng và tứ kết nam)
- Sân vận động Rajamangala – môn thể thao leo núi
- Trường bắn – bắn súng

Ba môn thể thao sẽ được tổ chức tại Sân vận động Quốc gia và Đại học Chulalongkorn, là một trong những địa điểm chính của Đại hội Thể thao Châu Á 1966, 1970, 1978 và 1998, Đại hội Thể thao Trong nhà Châu Á 2005, Đại học Thể thao Sinh viên Thế giới 2007 và Đại hội Thể thao Võ thuật châu Á 2009 .
- Khu liên hợp thể thao Chaloem Rajasuda – bóng rổ 3x3
- Sân vận động Chantana Yingyong – bóng lưới
- Sân vận động Nimibutr – cầu lông

Hai môn thể thao sẽ được tổ chức tại Trung tâm Thanh niên Bangkok (Thái-Nhật), từng là địa điểm chính của Đại hội thể thao châu Á 1998, Đại hội thể thao trong nhà châu Á 2005, Đại học Thể thao Sinh viên Thế giới 2007 và Đại hội thể thao võ thuật châu Á 2009 .
- Nhà thi đấu 1 – khúc côn cầu trong nhà
- Nhà thi đấu 2 – bóng sàn

Hai môn thể thao sẽ được tổ chức tại Cơ sở Suvarnabhumi của Đại học Assumption ở xung quanh tỉnh Samut Prakan, một trong những địa điểm chính của Đại học Thể thao Sinh viên Thế giới 2007
- Trung tâm thể thao dưới nước – bơi lội bể 25m
- Thể dục – pencak silat

Ngoài ra, các địa điểm thể thao độc lập được đặt tại nhiều quận khác nhau:
- Bangkok Arena ở quận Nong Chok – futsal (bán kết và chung kết nam)
- Đại học Bangkok Thonburi ở quận Thawi Watthana – futsal (nữ)
- Trung tâm mua sắm Fashion Island ở quận Khan Na Yao – sepaktakraw
- Major Ratchayothin Bangkok ở quận Chatuchak – bowling

Một địa điểm thể thao độc lập khác nằm ở tỉnh Pathum Thani xung quanh:
- Đại học Rangsit – Đua máy bay không người lái FPV, Teqball

Chonburi
Mười ba môn thể thao sẽ được tổ chức tại Thành phố Pattaya, một trong những địa điểm chính của Đại hội Thể thao Trong nhà Châu Á 2005 .
- Trung tâm Ambassador Jomtien – các môn thể thao bi-a, cờ vua, chèo thuyền trong nhà, kurash
- Trung tâm Huấn luyện Thể thao Quốc gia Miền Đông – điền kinh trong nhà
- Nongnooch Garden Pattaya – Khiêu vũ thể thao, Jujitsu, Karate, Muaythai, Sambo, Taekwondo, Đấu vật
- Trung tâm mua sắm Terminal 21 Pattaya – Thể thao điện tử

Các địa điểm thể thao khác được đặt tại thủ đô Quận Mueang Chonburi :
- Sân vận động thể thao đa chức năng, thị trấn Chonburi – Bóng chuyền (nữ)
- Cơ sở Chonburi của Đại học Sripatum - Kickboxing
- Đại học Thể thao Quốc gia Thái Lan Cơ sở Chonburi – Bóng chuyền (nam)

## Đại hội

### Ủy ban Olympic quốc gia tham gia
Ngày 16/7/2020, Ủy ban Olympic quốc gia Thái Lan thông báo đã đề xuất với Hội đồng Olympic châu Á (OCA) mở nội dung thi đấu cho các vận động viên đến từ 24 Ủy ban Olympic quốc gia thuộc Ủy ban Olympic quốc gia châu Đại Dương (ONOC). Đề xuất đã được OCA và ONOC chấp nhận mà không có bất kỳ sự bảo lưu nào, vì họ đã chứng tỏ sự thành công tại Thế vận hội 2017 được tổ chức tại Ashgabat và Thế vận hội mùa đông Sapporo 2017 . Ba bên liên quan đang có kế hoạch cho phép các vận động viên đăng ký ở 16 môn thể thao cá nhân như một phần không thể thiếu của Thế vận hội. Các số trong ngoặc thể hiện số lượng người tham gia đã nhập.
| Các ủy ban Olympic quốc gia tham dự |
| --- |
| - Afghanistan - Samoa thuộc Mỹ - Úc - Bahrain - Bangladesh - Bhutan - Brunei - Campuchia - Trung Quốc - Đài Bắc Trung Hoa - Quần đảo Cook - Fiji - Guam - Hồng Kông - Ấn Độ - Indonesia - Iran - Iraq - Nhật Bản - Jordan - Kazakhstan - Kiribati - CHDCND Triều Tiên - Hàn Quốc - Kuwait - Kyrgyzstan - Lào - Liban - Ma Cao - Malaysia - Maldives - Quần đảo Marshall - Micronesia - Mông Cổ - Myanmar - Nauru - Nepal - New Zealand - Oman - Pakistan - Palau - Palestine - Papua New Guinea - Philippines - Qatar - Đội tuyển điền kinh người tị nạn - Samoa - Ả Rập Xê Út - Singapore - Quần đảo Solomon - Sri Lanka - Syria - Tajikistan - Thái Lan (chủ nhà) - Đông Timor - Tonga - Turkmenistan - Tuvalu - UAE - Uzbekistan - Vanuatu - Việt Nam - Yemen |

Ghi chú

#### Chương trình thể thao
Nhảy cổ động, Bóng ném, Chèo thuyền trong nhà và Bóng lưới là những môn thể thao gần đây đã được Ủy ban Olympic Quốc tế phê duyệt và nằm trong chương trình Thế vận hội Thế giới và có mức độ phổ biến cũng như mức độ hiển thị thấp ở một số khu vực ở Châu Á. Tuy nhiên, ở các quốc gia hoặc khu vực khác của lục địa, chúng cực kỳ phổ biến. Theo đề xuất ban đầu của sự kiện, đây là cơ hội để họ tham gia chương trình thể thao của một sự kiện nhiều môn thể thao, điều này chắc chắn sẽ làm tăng khả năng hiển thị của họ trên lục địa và tăng cơ hội họ được tham gia chương trình Thế vận hội Olympic ở tương lai.

#### Thể thao Olympic được chơi ở các định dạng khác
Mười hai môn thể thao nằm trong chương trình Olympic hiện tại (điền kinh, cầu lông, bóng rổ 3x3, bóng đá, khúc côn cầu, karate, patin thể thao, chèo thuyền, bắn súng, bơi lội, bóng nước và taekwondo) đều có trong chương trình của ấn bản này, tuy nhiên, một số trong số đó sẽ được thi đấu ở những thể thức không thuộc Thế vận hội Olympic. Trong số này, có ba môn thể thao mới (cầu lông, bắn súng và bóng chuyền). Mặc dù cũng là một phần của chương trình Đại hội thể thao châu Á nhưng ban tổ chức sẽ cải tiến các sự kiện này để khác với chương trình Đại hội thể thao châu Á hiện tại. Các sự kiện cầu lông sẽ giảm từ 7 xuống còn 3. Số nội dung bắn súng cũng sẽ giảm từ 20 xuống chỉ còn 5, chỉ có nội dung bắn súng ngắn (10 và 25 mét) dự kiến được tổ chức. Những thay đổi cũng sẽ xảy ra trong các giải đấu bóng chuyền. Mỗi đội tham dự sẽ được đăng ký 12 vận động viên, tuy nhiên tối đa 3 vận động viên có thể trên 23 tuổi. Biện pháp này được thực hiện do lịch thể thao năm 2021 bị tắc nghẽn, vì sự kiện này dự kiến trùng với Giải bóng chuyền các quốc gia FIVB trong ba tuần đầu tiên.
Một trường hợp cụ thể khác là cầu mây, sau 12 năm gián đoạn, môn thể thao này sẽ trở lại chương trình. Là môn thể thao quốc gia của Thái Lan, thể thức thi đấu và số lượng nội dung thi đấu tại Đại hội thể thao châu Á lần trước sẽ được giữ nguyên . Ngoài ra, bốn sự kiện đã bị loại khỏi Jakarta sẽ quay trở lại, dự kiến, năm sự kiện hỗn hợp mới sẽ được thêm vào chương trình.

### Các môn thể thao
Điều 74 của Hiến chương Hội đồng Olympic châu Á quy định rằng chương trình của AIMAG sẽ bao gồm ít nhất 6 môn thể thao trong nhà và 2 môn thể thao võ thuật, được Hội đồng Olympic châu Á công nhận. Để điều này xảy ra, ban tổ chức sẽ có trách nhiệm lựa chọn môn thể thao nào trong số 29 môn thể thao được đưa vào danh sách các môn thể thao trong nhà hoặc thể thao võ thuật và không tham gia các kỳ Đại hội thể thao châu Á mới nhất. Ban tổ chức có thể chọn bất kỳ môn thể thao nào trong các phiên bản mới nhất của Đại hội thể thao châu Á hoặc không thuộc danh mục thể thao trong nhà hoặc thể thao võ thuật nếu có yêu cầu từ nước chủ nhà.
Sau khi đàm phán thành công với Thái Lan, Hội đồng Olympic châu Á ban đầu tuyên bố rằng Thế vận hội sẽ có 26 môn trong 24 môn thể thao, bao gồm 17 môn thể thao trong nhà, 7 môn võ thuật và 2 môn thể thao trình diễn được quy định trong điều lệ Đại hội. . Vào ngày 21 tháng 5 năm 2020, Hội đồng Olympic châu Á và ban tổ chức đã công bố số lượng môn thể thao cuối cùng trong chương trình của giải đấu này với các trận chung kết được tổ chức ở 28 môn thể thao, nhiều hơn 7 môn so với những môn được tổ chức ở Đại hội trước vào năm 2017. Số lượng chương trình thể thao đã tăng lên 29 môn thể thao sau khi đàm phán thành công để bổ sung thêm các môn thể thao Olympic và Asian Games rất phổ biến trong nước như bắn súng, cầu lông và bóng chuyền, nhưng các môn thể thao này phải tổ chức các sự kiện ngoài Olympic.
Tổng cộng có 36 môn trong 34 môn thể thao và 2 môn thể thao trình diễn dự kiến sẽ được đưa vào.
- Bóng rổ 3x3 (2)

- Thể thao dưới nước
  -  Bơi lội bể 25m (30)
- Cầu lông (5)

- Bóng mềm 5 người (1)
- Bowling (8)

- Bóng đá trong nhà (2)

- Nhảy cổ động (4)
- Cờ vua (6)

- Cử tạ (14)

- Bi-a (15)

- Đấu kiếm (6)

- Khiêu vũ thể thao (14)

- Thể thao điện tử (4)

- Bóng sàn (2)
- Điền kinh trong nhà (27)

- Khúc côn cầu trong nhà (2)

- Đua thuyền trong nhà (10)
- Jujitsu (20)
- Karate (13)

- Kabaddi (2)

- Kickboxing (7)

- Kurash (15)

- Muay Thái (20)

- Bóng lưới (1)

- Pencak silat (11)

- Trượt Patin việt dã (6)
- Sambo (8)

- Cầu mây (11)

- Bắn súng (5)

- Leo núi thể thao (6)

- Taekwondo (20)

- Trượt ván (12)

- Bóng chuyền (2)

- Vật (18)

- Võ thuật tổng hợp (12)

Thể thao biểu diễn
- Đua máy bay không người lái (3)
- Teqball (5)

### Lịch thi đấu
Tất cả các ngày đều là ICT ( UTC+7 )
| KM | Lễ khai mạc | ● | Nội dung thi đấu | 1 | Nội dung chung kết | BM | Lễ bế mạc |

| Tháng 11 2024               | T5 14 | T6 15 | T7 16 | CN 17 | T2 18 | T3 19 | T4 20 | T5 21 | T6 22 | T7 23 | CN 24 | T2 25 | T3 26 | T4 27 | T5 28 | T6 29 | T7 30 | Sự kiện |
| --------------------------- | ----- | ----- | ----- | ----- | ----- | ----- | ----- | ----- | ----- | ----- | ----- | ----- | ----- | ----- | ----- | ----- | ----- | ------- |
| Nghi lễ                     |       |       |       |       |       |       |       | KM    |       |       |       |       |       |       |       |       | BM    | —       |
| Bóng rổ 3x3                 |       |       |       |       |       |       |       |       |       |       |       |       | ●     | ●     | ●     | 2     |       | 2       |
| Bóng mềm 5 người            |       |       |       |       |       |       |       |       |       |       |       | ●     | ●     | ●     | ●     | 2     |       | 2       |
| Cầu lông                    |       |       |       |       |       |       |       |       |       |       | ●     | ●     | ●     | ●     | 2     | 3     |       | 5       |
| Cử tạ                       |       |       |       |       |       |       |       |       | 3     | 3     | 3     | 2     | 3     |       |       |       |       | 14      |
| Đấu kiếm                    |       |       |       |       |       |       |       |       |       | 2     | 2     | 2     |       |       |       |       |       | 6       |
| Bi-a                        |       |       |       |       |       |       |       |       | ●     | ●     | 4     | ●     | 3     | 1     | 3     | 4     |       | 15      |
| Xe đạp BMX                  |       |       |       |       |       |       |       |       |       |       |       |       | 1     | 1     |       |       |       | 2       |
| Bowling                     |       |       |       |       |       |       |       |       |       |       | 1     | 1     | 1     | 1     | ●     | 4     |       | 8       |
| Nhảy cổ động                |       |       |       |       |       |       |       |       |       |       |       |       |       | 2     | 2     |       |       | 4       |
| Cờ vua                      |       |       |       |       |       |       |       |       |       | ●     | ●     | ●     | ●     | 6     |       |       |       | 6       |
| Khiêu vũ thể thao           |       |       |       |       |       |       |       |       |       | 7     | 7     |       |       |       |       |       |       | 14      |
| Kabaddi                     |       |       |       |       |       |       |       |       |       | ●     | ●     | ●     | ●     | 2     |       |       |       | 2       |
| Thể thao điện tử            |       |       |       |       |       |       |       |       |       | ●     | ●     | 1     | ●     | 1     | 1     |       |       | 3       |
| Trượt ván                   |       |       |       |       |       |       |       |       |       |       |       |       | ●     | 3     | 5     | 3     |       | 12      |
| Bóng sàn                    |       |       |       |       |       |       |       |       | ●     | ●     | ●     | ●     | ●     | ●     | ●     | 2     |       | 2       |
| Bóng đá trong nhà           | ●     | ●     | ●     | ●     | ●     | ●     | ●     | ●     | ●     | ●     | ●     | ●     | ●     | 1     | 1     |       |       | 2       |
| Điền kinh trong nhà         |       |       |       |       |       |       |       |       |       |       | 6     | 8     | 13    |       |       |       |       | 27      |
| Khúc côn cầu trong nhà      |       |       |       |       |       |       |       |       |       | ●     | ●     | ●     | 2     |       |       |       | 2     |         |
| Đua thuyền trong nhà        |       |       |       |       |       |       |       |       |       |       |       |       |       | ●     | 10    |       |       | 10      |
| Jujitsu                     |       |       |       |       |       |       |       |       |       |       |       |       | 7     | 5     | 4     | 4     |       | 20      |
| Karate                      |       |       |       |       |       |       |       |       |       |       |       |       |       |       | 7     | 6     | 2     | 15      |
| Kickboxing                  |       |       |       |       |       |       |       |       |       |       |       | ●     | ●     | 3     | 7     |       |       | 10      |
| Kurash                      |       |       |       |       |       |       |       | 5     | 5     | 5     |       |       |       |       |       |       |       | 15      |
| Muay Thái                   |       |       |       |       |       |       |       |       | ●     | ●     | ●     | ●     | ●     | ●     | 22    |       |       | 22      |
| Bóng lưới                   |       |       |       |       |       |       |       |       |       |       | ●     | ●     | ●     | ●     |       | 2     |       | 2       |
| Pencak silat                |       |       |       |       | ●     | ●     | ●     | ●     | 11    |       |       |       |       |       |       |       |       | 11      |
| Trượt Patin việt dã         |       |       |       |       |       |       |       |       |       |       |       |       |       | 2     | 2     | 2     |       | 6       |
| Sambo                       |       |       |       |       |       |       |       |       |       |       |       |       |       |       |       |       |       | 8       |
| Cầu mây                     |       |       |       |       |       |       |       |       |       |       |       |       |       |       |       |       |       | 11      |
| Bắn súng                    |       |       |       |       |       |       |       |       |       |       |       |       |       |       |       |       |       | 5       |
| Bơi lội bể 25m              |       |       |       |       |       |       |       |       |       |       |       |       |       |       |       |       |       | 30      |
| Leo núi thể thao            |       |       |       |       |       |       |       |       | 2     | ●     | 2     | 2     |       |       |       |       |       | 6       |
| Taekwondo                   |       |       |       |       |       |       |       |       |       |       |       |       |       |       |       |       |       | 20      |
| Vật                         |       |       |       |       |       |       |       |       |       |       |       |       |       |       |       |       |       | 18      |
| Bóng chuyền                 |       |       |       |       |       |       |       |       |       |       |       |       |       |       |       |       |       | 2       |
| Võ thuật tổng hợp           |       |       |       |       |       |       |       |       |       |       |       |       |       |       |       |       |       | 12      |
| Thể thao biểu diễn          |       |       |       |       |       |       |       |       |       |       |       |       |       |       |       |       |       |         |
| Tháng 11 2024               | T5 14 | T6 15 | T7 16 | CN 17 | T2 18 | T3 19 | T4 20 | T5 21 | T6 22 | T7 23 | CN 24 | T2 25 | T3 26 | T4 27 | T5 28 | T6 29 | T7 30 | Sự kiện |
| Đua máy bay không người lái |       |       |       |       |       |       |       |       |       |       |       |       |       |       |       |       |       | 3       |
| Teqball                     |       |       |       |       |       |       |       |       |       |       |       |       |       |       |       |       |       | 5       |

## Truyền thông

### Logo
Logo của Đại hội Thể thao Võ thuật và Trong nhà Châu Á 2021 được lấy cảm hứng từ vòng hoa có tên Phuang malai, tượng trưng cho sự kết nối của tất cả những người tham gia từ khắp nơi ở Châu Á. Vòng hoa Thái Lan tượng trưng cho sự tôn trọng, chiến thắng, phẩm giá và sức mạnh của hy vọng. Khẩu hiệu chính thức của trò chơi là "Vòng hoa hy vọng" 

### Linh vật
Linh vật chính thức mô tả một con vẹt chiến đấu đội mongkhon (một loại mũ đội đầu của các vận động viên Muay Thái ) có trí thông minh, sự nhanh nhẹn và tinh thần chiến đấu, thực hiện động tác mời gọi các vận động viên và các đối thủ thể thao đến chiến thắng của tình hữu nghị.